# Paul Hugger

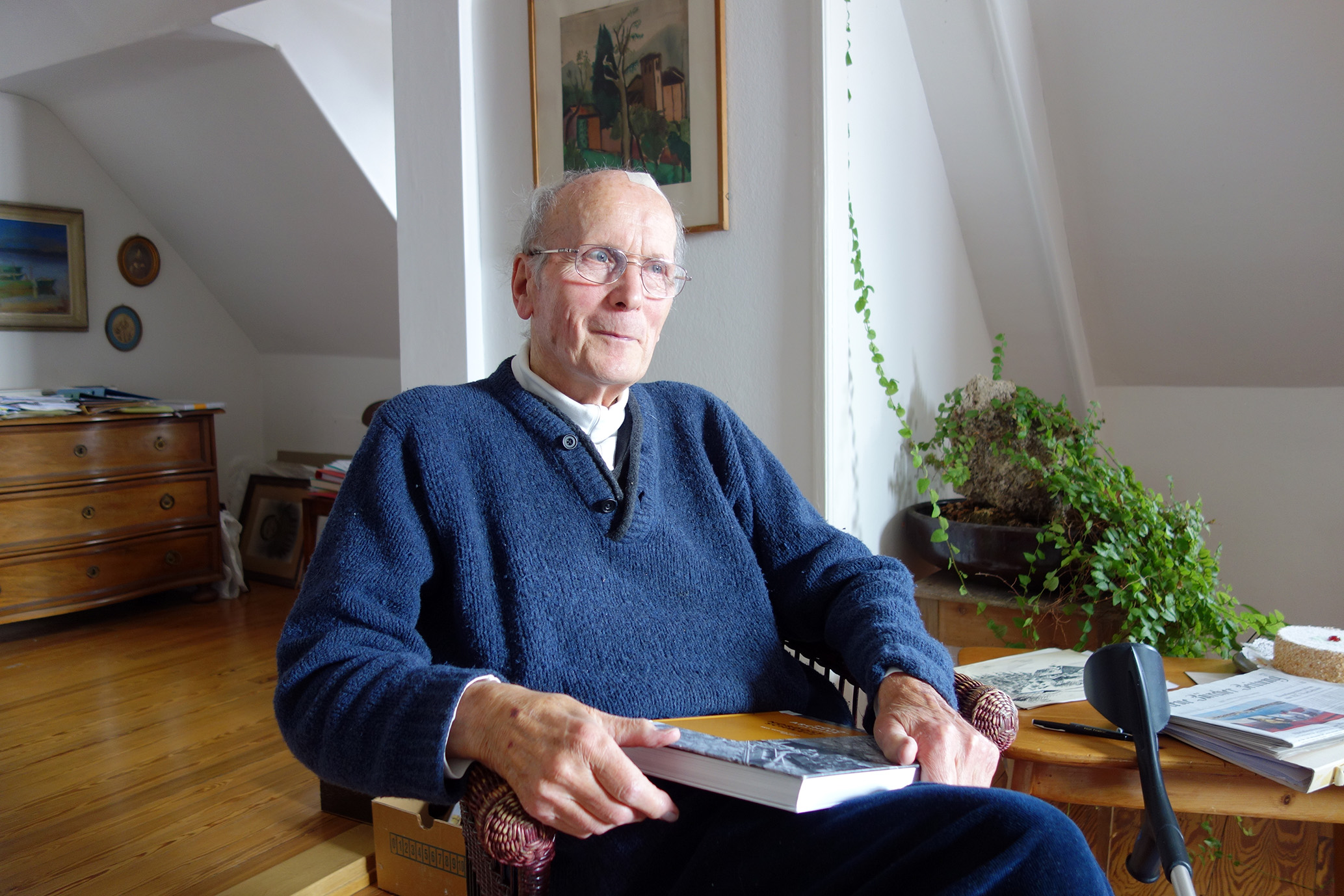
Paul Hugger im Jahr 2015 in Chardonne am Genfersee

Paul Hugger (* 9. Februar 1930 in Wil (SG); † 1. September 2016 in Vevey) war ein Schweizer Volkskundler und Publizist.

## Biografie
Paul Hugger erlangte 1953 das Sekundarlehrerdiplom des Kantons St. Gallen. Hinweise auf die frühe Jugend in den Jahren des Zweiten Weltkriegs in St. Gallen finden sich in seinem 2002 veröffentlichten Buch, das auf Interviews mit den damaligen Klassenkameraden beruht. Demnach war der Vater von Paul Hugger ein Angestellter der Schweizerischen Bundesbahnen (SBB).
Nach je einem Studiensemester in Freiburg und Paris arbeitete er 1954/1955 als Lehrer in Weesen-Amden. 1955 nahm er ein Studium der Volkskunde an der Universität Basel auf und schloss es 1959 mit der Dissertation Amden. Eine volkskundliche Monographie zum Doktorat ab. 1971 habilitierte er sich an der Universität Basel mit einer Studie über «Hirtenleben und Hirtenkultur im Waadtländer Jura».
Von 1957 bis 1982 war er als Lehrer am Realgymnasium Basel tätig. Während dieser Zeit war er 1958–1979 auch Direktor der Filmabteilung der Schweizerischen Gesellschaft für Volkskunde.
1979 wurde er zum ausserordentlichen Professor für Volkskunde an der Universität Basel berufen, 1982 zum ordentlichen Professor für Volkskunde an der Universität Zürich, wo er 1995 emeritiert wurde. Von 1995 bis zu seinem Tod 2016 war er als freiberuflicher Autor mit Wohnsitz in Chardonne VD tätig.

## Werk
Paul Hugger widmete sich bereits vor seiner Berufung an die Universität Basel im Jahr 1979 der historischen und gegenwärtigen Volkskultur. Seine Tätigkeit als Sekundarlehrer in Weesen-Amden in den Jahren 1954/1955 lieferte ihm Anschauungsmaterial für seine Dissertation 1961. Hier zeigten sich bereits seine Neigung zur empirischen Forschung und auch die Auseinandersetzung zwischen Tradition und Moderne sowie sein multidisziplinäres Vorgehen.
Neben der Lehre an den Universitäten Basel und Zürich pflegte er eine umfangreiche publizistische Tätigkeit. Der Dialog mit dem Publikum war für sein Wirken wichtig, deshalb engagierte er sich über drei Jahrzehnte für die Schweizerische Gesellschaft für Volkskunde und sorgte dafür, dass die Zürcher Sektion dieser Gesellschaft wieder aktiviert wurde.

### Autobiografisches Schreiben
Zu den grossen Themen, die ihn sein Leben lang begleiteten, zählte die Auseinandersetzung mit dem autobiografischen Schreiben, mit der Fotografie, aber auch mit den Festen in der Schweiz. Davon zeugen die von ihm betreuten Schriften, wie etwa das im Zürcher Limmat Verlag erschienene Volkskundliche Taschenbuch, von dem in den Jahren 1993 bis 2013 mehr als 50 verschiedene Themenbände erschienen, in der Regel handelte sich um autobiografische Texte.

### Altes Handwerk
Hugger engagierte sich in den 1960er Jahren für die Dokumentation von alten Handwerksberufen und produzierte für die bereits seit 1942 existierende Filmreihe der Schweizerischen Gesellschaft für Volkskunde in Basel diverse Filme. Ab 1975 lag die Verantwortung dafür bei ihm. Im Lauf der 30 Jahre seiner Tätigkeit entstanden 61 Handwerksdarstellungen, die in sechs geschlossenen Sammelbänden publiziert wurden, zuletzt 1993.
Die Begrifflichkeit wurde im Lauf der Zeit angepasst, hiess sie zunächst «Sterbendes Handwerk», so wählte man später den neutraleren Titel «Altes Handwerk». Dafür engagierte er auch bekannte Schweizer Regisseure wie Claude Champion, Yves Yersin oder Hans-Ulrich Schlumpf. Themen waren unter anderem Korbflechterei, Drechslerei, das Zinngiessen, die Wagnerei oder das Alpkäsen.

### Schwerpunkt Fotografie
Ein Schwerpunkt seiner Forschung galt der populären Fotografie, er publizierte verschiedene Monografien von wenig bekannten Fotografen aus dem Kanton Graubünden oder dem Kanton Bern. Zwischen 1990 und 1995 entstanden Texte, die sich mit grundsätzlichen anthropologischen Fragen befassen, dazu zählt etwa der Umgang mit Gewalt und Katastrophen.

### Handbuch der schweizerischen Volkskultur
Zwischen 1985 und 1992 entstand das wissenschaftliche Grossprojekt Handbuch der schweizerischen Volkskultur als «zeitgemässe Darstellung über die vielfältigsten Aspekte alltäglicher Lebensgestaltung in der Schweiz». Das Projekt wurde von der Eidgenossenschaft finanziert, von der Schweizerischen Gesellschaft für Volkskunde mitgetragen und in drei Landessprachen publiziert. Insgesamt waren nicht weniger als 78 Mitarbeiterinnen und Mitarbeiter, teilweise auch aus Nachbardisziplinen, daran beteiligt.

### Urbane Kultur
Neben der Auseinandersetzung mit der ländlich geprägten Kultur und dem Brauchtum der Schweiz widmete sich Hugger immer wieder den sozialen und kulturellen Entwicklungen im urbanen Kontext, so untersuchte er 1984 das Basler Industriequartier Kleinhüningen: «Das nostalgisch aufgewertete Zusammengehörigkeitsgefühl im Bewusstsein der befragten Quartierbevölkerung schien der aufkommenden Verstädterung damals noch zu trotzen.» In diesem Kontext entstanden auch seine Untersuchungen über die Fasnacht in den Städten Zürich, Basel und Luzern. Die Auseinandersetzung mit Festen und Festbräuchen fand ihre Fortsetzung in der Publikation der Festgabe zum 2000-Jahr-Jubiläum der Stadt Zürich im Jahr 1986.

### Auseinandersetzung mit der Westschweiz
Die Forschungstätigkeit von Paul Hugger beschränkte sich nicht auf die Deutschschweiz. Bereits 1971 habilitierte er sich an der Universität Basel mit einer Studie über «Hirtenleben und Hirtenkultur im Waadtländer Jura». Er war einer der Autoren der zwölf Bände umfassenden «Encyclopédie illustrée du Pays de Vaud», die 1989 abgeschlossen wurde. Hugger zeichnete für die beiden Bände La vie quotidienne I: Les âges de la vie 1982 und La vie quotidienne II: Maisons, fêtes, sport, langage 1984. «Dokumentation, Auswertung, Anschauungswert sowie die Verbreitung des in einer Auflage von 20'000 Exemplaren hergestellten Werks suchen ihresgleichen in anderen Kantonen.»

### Spätwerk
Nach seiner Emeritierung im Jahr 1995 verlegte Paul Hugger seinen Lebensschwerpunkt an den Genfersee und wandte sich Themen zu, die ihn persönlich beschäftigten. Dazu zählt etwa die Auseinandersetzung mit seiner persönlichen Lebensgeschichte oder mit dem Tod. Paul Hugger war während vieler Jahre im Nationalen Forschungsprogramm 21 zum Thema «Kulturelle Vielfalt und nationale Identität» als Experte engagiert.

## Auszeichnungen
1982 erhielt er den im Kanton Waadt verliehenen Preis des Kantons Bern.

## Publikationen (Auswahl)
Paul Hugger hat zeitlebens eine intensive Publikationstätigkeit entfaltet: «Die Zahl seiner Veröffentlichungen ist enorm, sie widerspiegeln eine aussergewöhnliche Produktivität. Paul Hugger hat ohne Zweifel mehr publiziert als manch anderer Schweizer Volkskundler zuvor.»

### Als Autor und Herausgeber
- Amden. Eine volkskundliche Monographie (= Schriften der Schweizerischen Gesellschaft für Volkskunde. 41). Dissertation Basel 1961.
- Sterbendes Handwerk 1. Sammelband Heft 1–10. Schweizerische Gesellschaft für Volkskunde, Basel 1967.
- Hirtenleben und Hirtenkultur im Waadtländer Jura (= Schriften der Schweizerischen Gesellschaft für Volkskunde. 54). Basel 1972.
- Sozialrebellen und Rechtsbrecher in der Schweiz. Eine historisch-volkskundliche Studie. Zürich 1976.
- Encyclopédie illustrée du Pays de Vaud. Band 11: La vie quotidienne I: Les âges de la vie 1982, La vie quotidienne II: Maisons, fêtes, sport, langage. Lausanne 1982 und 1984.
- Kleinhüningen. Von der «Dorfidylle» zum Alltag eines Basler Industriequartiers. Basel 1984.
- Fasnacht in Zürich. Das Fest der Andern. Mit Fotografien von Giorgio von Arb und Yvonne Griss. Zürich/Schwäbisch Hall 1985.
- Stadt und Fest. Zu Geschichte und Gegenwart europäischer Festkultur. Festschrift der Philosophischen Fakultät I der Universität Zürich zum 2000-Jahr-Jubiläum der Stadt Zürich. Herausgegeben von Paul Hugger, in Zusammenarbeit mit Walter Burkert und Ernst Lichtenhahn. Unterägeri 1987.
- Bündner Fotografen. Biografien und Werkbeispiele. Herausgegeben von Paul Hugger. Zürich 1992.
- Handbuch der schweizerischen Volkskultur: Leben zwischen Tradition und Moderne – Ein Panorama des schweizerischen Alltags. Zürich 1992.
- Gewalt. Kulturelle Formen in Geschichte und Gegenwart. Herausgegeben von Paul Hugger und Ulrich Stadler. Mit Beiträgen von Heinz Bonfadelli et al. Zürich 1995.
- Das Berner Oberland und seine Fotografen. Von gleissenden Firnen, smarten Touristen und formvollendeten Kühen. In Zusammenarbeit mit Rudolf Bähler, Beat Eberschweiler, Irène Eiber, Markus Krebser, René Perret, Bianca Steinmann. Thun 1995.
- Die Stadt. Volkskundliche Zugänge. Mit einer Projektstudie von Gabriela Muri und Fotografien von Jacques Ritz. Zürich 1996.
- Kind sein in der Schweiz. Eine Kulturgeschichte der frühen Jahre. Zürich 1998.
- Meister Tod. Zur Kulturgeschichte des Sterbens in der Schweiz und in Liechtenstein. Mit fotografischen Essays und Reportagen von Giorgio von Arb. Zürich 2002.
- Die Barfüssler. Eine Jugend in St. Gallen 1939-1945. Das volkskundliche Taschenbuch 28. Zürich 2003. (1.Auflage 2002)
- China in der Schweiz. Zwei Kulturen in Kontakt. 2 Bände. Zürich 2005.
- als Hrsg.: Traumwelten. St. Gallen 1930. Fotografien von Oskar Teiwes. Herisau 2007.
- als Hrsg.: Zwischen Himmel und Erde. Wallfahrtsorte der Schweiz. Mit Fotografien von Barbara Graf und Nicolas Repond. Bern 2007.
- Fotoarchive der Schweiz. Bd. 1: Nordostschweiz. Sulgen 2014.
- Bilder die mich bewegen. Auch eine fotografische Blütenlese. Mit einem Beitrag von Markus Merz: Blick in Traumwelten. Kommentare eines Psychiaters (Privatdruck). Chardonne 2015.

### Filme und Videos
- Filme der Schweizerischen Gesellschaft für Volkskunde 1942–1989. Ab 1966 unter der Leitung von Paul Hugger (online).

### Publikationen über Paul Hugger
- Publikationen von und über Paul Hugger im Katalog Helveticat der Schweizerischen Nationalbibliothek.
- Ueli Gyr: Paul Hugger zum 65. Geburtstag. Mit einem Verzeichnis seiner Schriften 1958–1995. In: Schweizerisches Archiv für Volkskunde. 91, 1995, S. 33–52 (online; PDF; 11,8 MB).
- Bernhard Tschofen: Zum Andenken an Prof. em. Paul Hugger (1930–2016). In: Schweizerisches Archiv für Volkskunde. 113, Heft 1, 2017, S. 95–105. Schriftenverzeichnis von Paul Hugger 1995–2016 (online; PDF; 508 kB; via Zurich Open Repository and Archive).